# Burg Brekov
Die Burg Brekov (slowakisch Brekovský hrad oder hrad Brekov, ungarisch Barkó vára) ist die Ruine einer Höhenburg beim ostslowakischen Ort Brekov im Okres Humenné. Sie befindet sich auf einem 256 m n.m. hohen kahlen Hügel im Bergland Humenské vrchy, einem westlichen Randteil des Vihorlatgebirges oberhalb des Durchbruchtals von Laborec.

## Geschichte

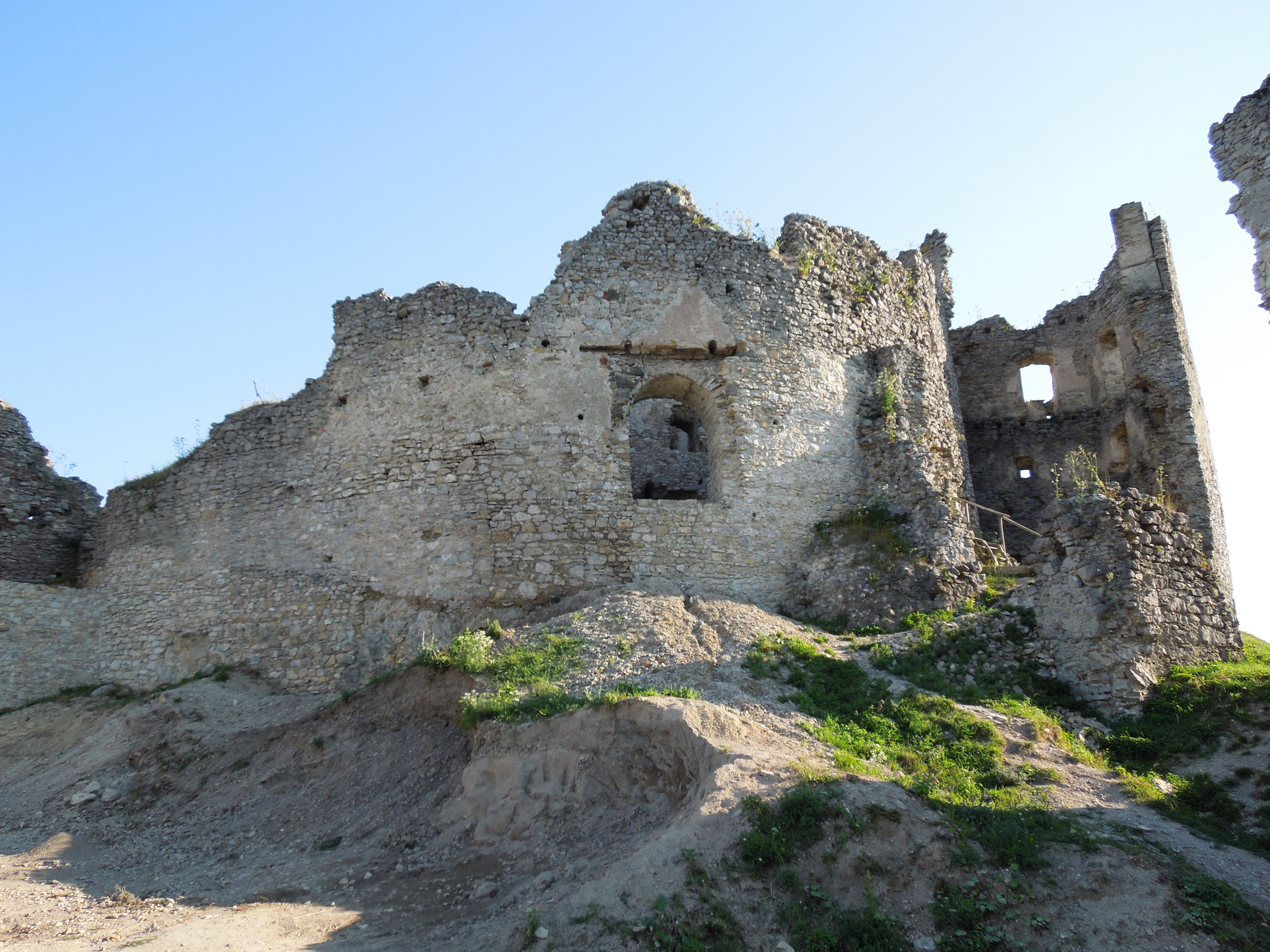
Burg Brekov (2015)

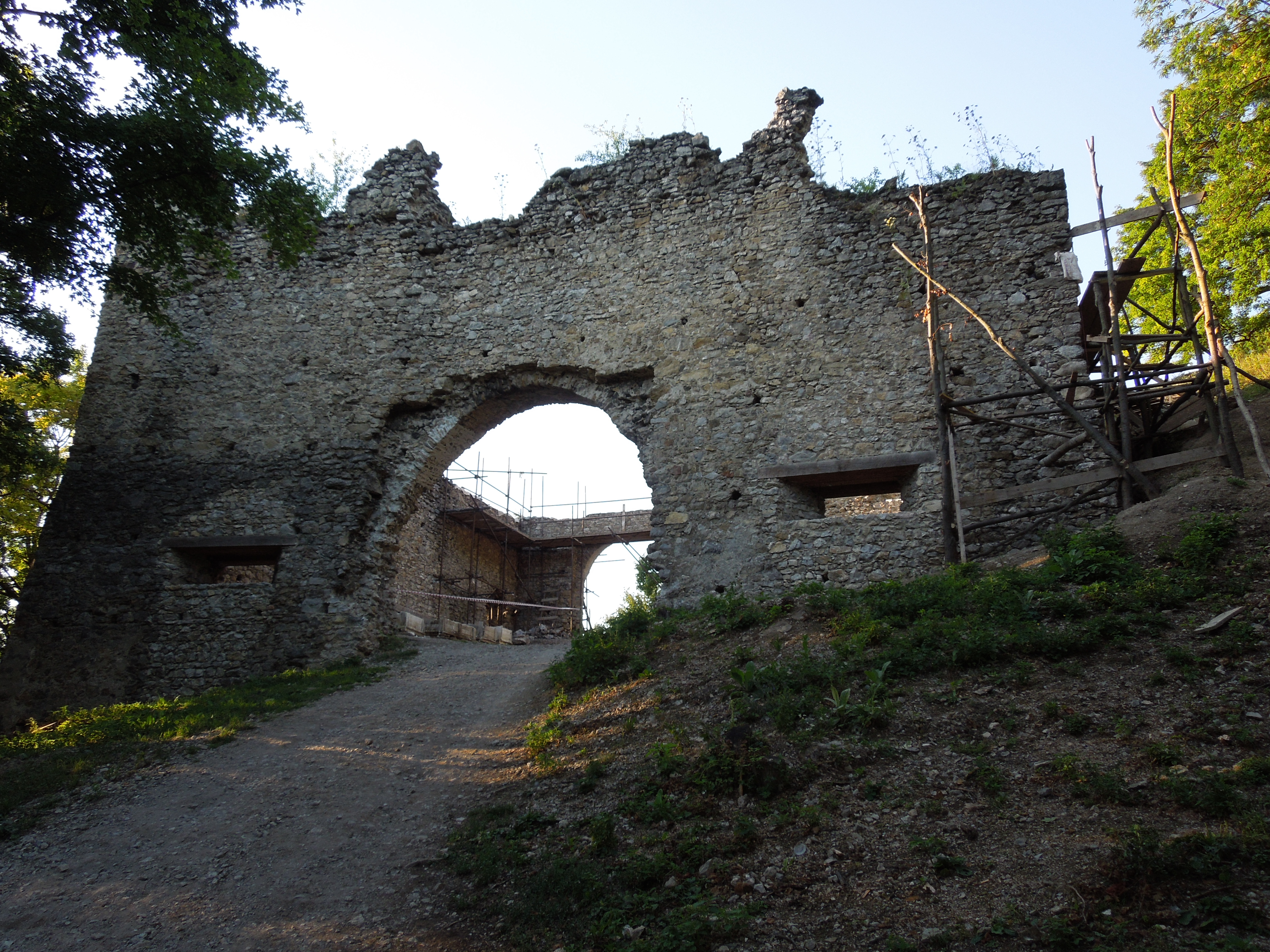
Eingangstor mit erneuerten Schießscharten (2015)

An der Stelle der heutigen Burgruine stand in den 9. und 10. Jahrhunderten, d. h. zur Zeit des Mährerreichs, eine kleine slawische Burgstätte. Die Burg wurde im 13. oder frühen 14. Jahrhundert errichtet und zum ersten Mal 1307 als castrum Barko erwähnt. Sie war damals Besitz des Magisters Peter, Sohn von Peter Petényi, nach einem erfolglosen Aufstand gegen den König in den Jahren 1316 und 1317 wurden ihm die Güter konfisziert und 1321 an Philipp I. aus dem Hause Drugeth übergeben, das die Burg bis 1486 besaß. Die Anlage spielte eine bedeutende Rolle bei polnischen Einfällen ins Königreich Ungarn, zuerst 1471–1472 und dann 1490–1492. 1472 ernannte Matthias Corvinus den Magnaten Stephan Zápolya zum Kapitän und Beschützer von nordöstlichen Teilen Königreichs Ungarn, 1488 war er Kastellan.
Die Burg gehörte auch im 16. und 17. Jahrhundert dem Hause Drugeth, wenngleich mit mehreren Unterbrechungen. Im unruhigen 17. Jahrhundert eroberten 1619 Aufständische von Gabriel Bethlen die Burg, der sie 1624 dem Herzog Georg Széchényi übergab, der allerdings ein Jahr später von eigenen Dienern ermordet wurde. Eine weitere Eroberung gelang Georg I. Rákóczi im Jahr 1644. Die beschädigte Burg wurde nur teilweise saniert und erlitt schwere Schäden in der Endphase des Aufstands von Emmerich Thököly im Jahr 1684. 1698 war die Burg noch bewohnbar, verwandelte sich aber danach immer mehr in eine Ruine.
Seit 2008 wird die Burgruine unter der Aufsicht der Gemeinde Brekov konserviert. Die Gemeinde ließ in den sanierten Burgkellern ein Museum einrichten.